# گروه موسیقی یک‌نفره
گروه موسیقی یک نفره (به انگلیسی: One Man Band) یک فیلم کوتاه انیمیشنی به سبک موزیکال است که در سال ۲۰۰۵ توسط پیکسار ساخته شده. این فیلم برای اولین بار در بیست و نهمین جشنواره بین المللی فیلم انیمیشن انسی فرانسه به نمایش درآمد و  در بولونیای ایتالیا نیز برندهٔ جایزه بزرگ پلاتین در جشنواره فیلم آینده شد. این فیلم کوتاه همزمان با انیمیشن ماشین ها اکران شد.